# Liste der Monuments historiques in Dizy (Marne)
Die Liste der Monuments historiques in Dizy führt die Monuments historiques in der französischen Gemeinde Dizy auf.

## Liste der Objekte
| Bezeichnung | Beschreibung                          | Standort                         | Kennzeichnung | Schutzstatus | Datum | Bild |
| ----------- | ------------------------------------- | -------------------------------- | ------------- | ------------ | ----- | ---- |
| Pietà       | Holz, farbig gefasst, 15. Jahrhundert | in der Kirche St-Timothée (Lage) | PM51003686    | Classé       | 2017  |      |